# Міккель Бро Гансен
Мі́ккель Бро Га́нсен (дан. Mikkel Bro Hansen; нар. 25 січня 2009) — данський футболіст, нападник норвезького клубу «Буде-Глімт».

## Клубна кар'єра
Вихованець клубу «Орхус», звідки в січні 2025 року приєднався до академії норвезького «Буде-Глімта».
26 березня 2025 року дебютував за нову команду в матчі Кубка Норвегії проти «Іннстраннена», відзначившись 3 м'ячами й 1 гольовою передачею. 5 квітня в поєдинку проти клубу «Гам-Кам» дебютував в Елітесеріен, вийшовши на заміну Касперу Хегу. 24 квітня 2025 року в матчі Кубка Норвегії проти «Юнкерена» оформив хет-трик та віддав результативну передачу.

## Кар'єра в збірній
Виступав за збірну Данії до 16 років.

## Статистика виступів
Станом на 12 липня 2025
| Клуб              | Сезон             | Чемпіонат         | Чемпіонат | Чемпіонат | Кубок | Кубок | Єврокубки | Єврокубки | Інші  | Інші | Всього | Всього | Всього |
| Клуб              | Сезон             | Дивізіон          | Матчі     | Голи      | Матчі | Голи  | Матчі     | Голи      | Матчі | Голи | Матчі  | Голи   |        |
| ----------------- | ----------------- | ----------------- | --------- | --------- | ----- | ----- | --------- | --------- | ----- | ---- | ------ | ------ | ------ |
| Буде-Глімт        | 2025              | Елітесеріен       | 2         | 0         | 3     | 6     | 0         | 0         | —     | —    | 5      | 6      |        |
| Всього за кар'єру | Всього за кар'єру | Всього за кар'єру | 2         | 0         | 3     | 6     | 0         | 0         | 0     | 0    | 5      | 6      |        |